# Charles Brandon suffolki herceg
Charles Brandon (kb. 1484 – 1545. augusztus 22.), Suffolk 1. hercege Sir William Brandon és Elizabeth Bruyn fia volt. Harmadik felesége, Tudor Mária révén VIII. Henrik angol király sógora volt. Apja VII. Henrik zászlóvivője volt, III. Richárd angol király személyesen ölte meg a bosworth-i csatamezőn. Charles Brandon Guildford-ban halt meg, ismeretlen okok miatt.

## Élete
Charles Brandon valószínűleg elszegényedett nemesi család sarja lehetett, mivel rendkívül jól jött neki az a kivételes megtiszteltetés, amelyben VIII. Henrik angol király részesítette, akinek udvarában töltötte fiatalkora nagy részét, mint az uralkodó szívbéli jó barátja. Henrik rendkívül kedvelte őt, hiszen egyazon korosztályhoz tartoztak és rengeteg közös vonásuk volt. Mind a ketten jóképűek voltak, szerették az életet, s persze a szép nőket is. Habár Brandon valószínűleg inkább érdekből barátkozott össze Henrikkel, a király mégis rendkívüli módon a szívére vette, amikor Charles az engedélye nélkül vette feleségül a király nővérét, Mária hercegnőt, aki XII. Lajos francia király özvegye volt. 
Akkoriban egyes feltételezések szerint már azelőtt is szerették egymást Mária és Charles, mielőtt a hercegnőt öccse, Henrik hozzáadta Lajoshoz, s az a körülmény is igen furcsa volt, hogy alig pár hónappal azután, hogy feleségül ment a francia uralkodóhoz, Lajos hirtelen meghalt. Sokan azt feltételezték, hogy Mária és Brandon előre eltervezték, hogy az esküvő után hamarosan megmérgezik Lajost, hogy szabaddá válhasson az út a házasságuk előtt, ám ez a pletyka végül nem nyert bizonyítást, mivel Lajos állítólag már az esküvő előtt is sokat betegeskedett, akkor már nem volt valami fiatal. 
Érdekesség, hogy a Suffolk hercege címet épp azért kapta Henriktől, hogy egy rangos személy kíséretében utazhasson a hercegnő leendő férjéhez, Franciaországba. Charles – akárcsak Henrik – imádott a lovagi tornákon bizonyítani, s valóban egészen tehetséges bajvívó volt, elvégre katonaként sok tapasztalatot szerzett a csatatéren Henrik hadseregében. Miután vakmerő módon elvette a hercegnőt, egy időre kiestek a király kegyeiből, aki nagyon dühös és sértett volt, ám Brandonnak végül nagy nehezen sikerült őt kibékítenie, persze kellő megalázkodás és könyörgés közepette. Házassága Máriával nagyon szenvedélyes és viharos volt, s a felesége jól tudta, hogy Charles folyamatosan  szeretőket tart, néhány év házasság után azonban Mária hirtelen beteg lett, s tüdőbaj okozta a halálát. 
Suffolk hamarosan újranősült, Catherine nevű 17 éves gyámleányát vette feleségül, akivel igazán boldogan élt. Politikai szempontból akkor lett jelentős szerepe, amikor őt kérte fel VIII. Henrik arra, hogy katonáival fojtsa vérbe a király ellen kirobbant felkelést 1536-ban, amit a köznyelv csak „A kegyelem zarándoklatá”-nak nevezett. Thomas Boleyn, Boleyn Anna apja is megpróbálta elnyerni Suffolk jóindulatát, mert tudta, hogy így tud majd ő is Henrik kegyeibe férkőzni, de Brandon Boleyn tudtára adta, hogy nem szíveli őt, s nem támogatta Boleyn Annát sem abban, hogy királyné váljon belőle. Thomas Cromwell-t, Henrik főtanácsosát sem kedvelte, amely kölcsönös ellenszenven alapult, mivel Cromwell többször is megpróbálta a királyt Suffolk ellen fordítani. 
Úgyszintén nem tetszett neki, ahogyan Thomas Wolsey bíboros a befolyása alá igyekezett vonni az uralkodót, s lenézte a kancellárt, aki egy mészáros fiaként került ilyen magas pozícióba. Edward Seymourral és Gardiner püspökkel szövetkezve elérték, hogy közös ellenségüket, Cromwell-t felségárulás vádjával kivégezzék. A király előtt két évvel halt meg, ami igencsak megviselte az akkor már betegeskedő Henriket.